# San Jorge Pueblo Nuevo
San Jorge Pueblo Nuevo är en ort i Mexiko.   Den ligger i kommunen Metepec och delstaten Mexiko, i den sydöstra delen av landet, 60 km väster om huvudstaden Mexico City. San Jorge Pueblo Nuevo ligger 2 655 meter över havet och antalet invånare är 23 107.
Terrängen runt San Jorge Pueblo Nuevo är platt åt nordost, men åt sydväst är den kuperad. Runt San Jorge Pueblo Nuevo är det mycket tätbefolkat, med 2 103 invånare per kvadratkilometer. Närmaste större samhälle är Metepec, 2,8 km öster om San Jorge Pueblo Nuevo. Trakten runt San Jorge Pueblo Nuevo består till största delen av jordbruksmark.